# Canal de Meaux à Chalifert
Le canal de Meaux à Chalifert ou canal de Chalifert est un canal de Seine-et-Marne long de 12,6 kilomètres coupant plusieurs méandres de la Marne, entre Meaux (au niveau du canal Cornillon) et Chalifert. Les travaux de construction ont débuté en 1837 pour une mise en service en 1846.
Il compte trois écluses (à Meaux, Lesches et Chalifert) et un embranchement avec le canal du Grand Morin à Esbly (qui reliait la Marne au Grand Morin à Saint-Germain-sur-Morin). 
Il comporte un passage en tunnel de 294 mètres.

## Communes traversées
- Chalifert ~ Coupvray ~ Esbly ~ Condé-Sainte-Libiaire ~ Mareuil-lès-Meaux ~ Nanteuil-lès-Meaux ~ Meaux